# Valenční izomerie
Valenční izomery jsou molekuly, které jsou navzájem strukturními izomery, jež se mohou přeměňovat jeden v druhý pericyklickými reakcemi.

## Benzen
Benzen (C6H6) má několik možných valenčních izomerů; některé byly navrženy pro samotný benzen dříve, než byla objasněna jeho struktura, další byly připraveny v laboratořích. U některých se prokázala izomerizace na benzen, zatímco další vstupovaly do jiných reakcí, nebo se izomerizovaly jinými než pericyklickými reakcemi.

Některé valenční izomery benzenu
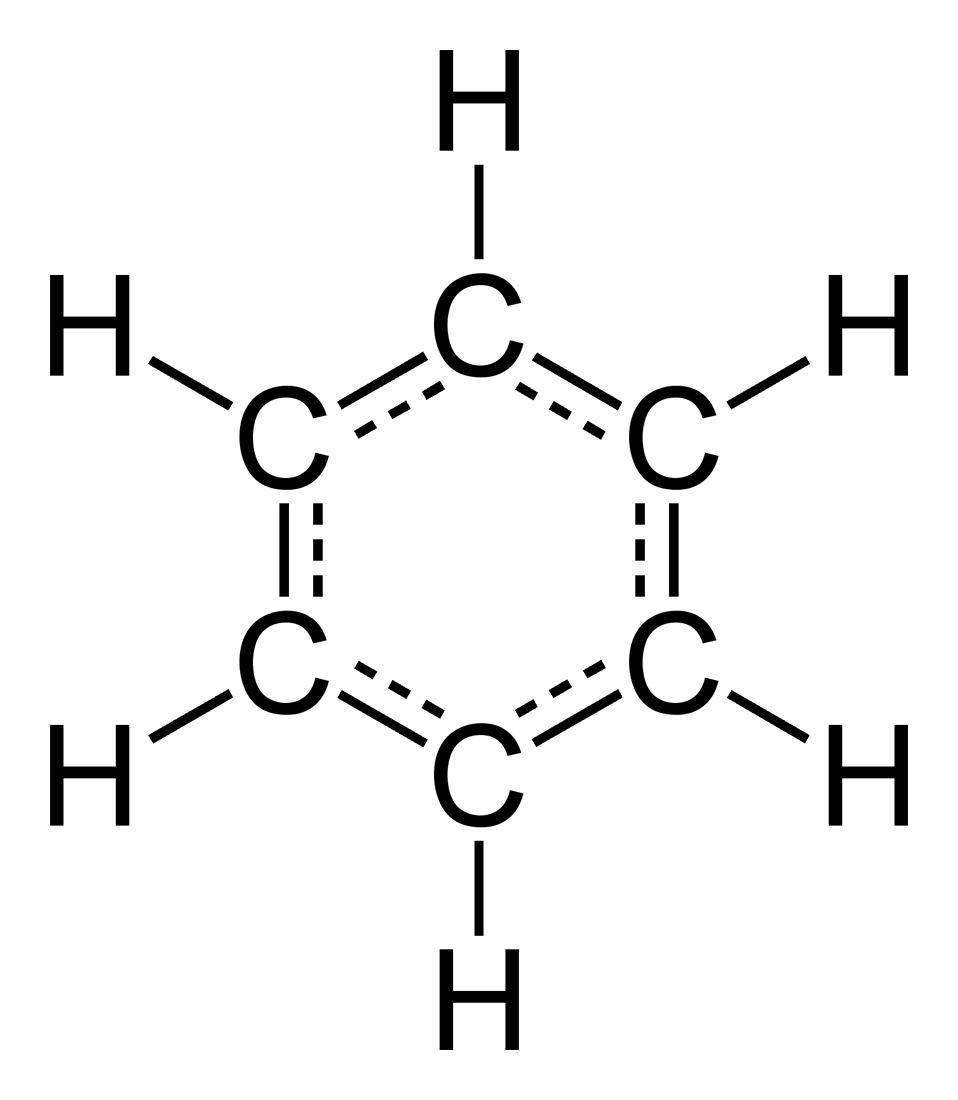
Benzen
Dewarův benzen
Prisman
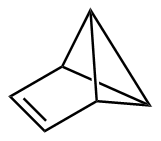
Benzvalen
Bicyklopropenyl

## Cyklooktatetraen
Valenční izomery se vyskytují i u molekul odpovídajících jiným vzorcům, například (CH)8; tyto látky mají vzhledem k většímu počtu atomů v molekulách také více valenčních izomerů, pro (CH)8 jich je známo 21:

Valenční izomery cyklooktatetraenu
Cyklooktatetraen
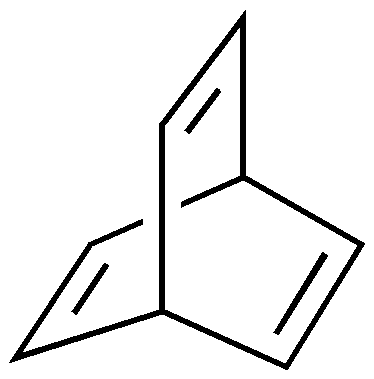
Barelen
Kuban
Kunean
Semibulvalen
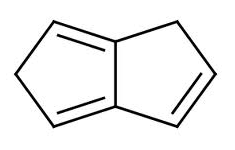
1,5-dihydropentalen
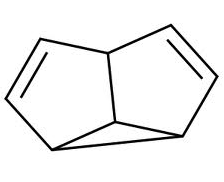
2a,2b,4a,4b-Tetrahydrocyklopropa[cd]pentalen
Bicyklo[4.2.0]okta-2,4,7-trien, tautomer cyklooktatetraenu přeměňující se šestielektronovou tepelnou nebo čtyřelektronovou fotochemickou reakcí[3][4][5]
Tricyklo[3,3,0,02,6]okta-3,8-dien. Za pokojové teploty se izomerizuje na semibulvalen, stálý je okolo −60 °C.[6][7][8][9]
Tricyklo[4,2,0,02,5]okta-3,7-dien. Tento dimer cyklobutadienu vytváří cis a trans izomer; oba tyto izomery se přeměňují na cyklooktatetraen, poločas této přeměny činí při 140 °C 20 minut.[10]
Tetracyklo[3,3,0,02,4,03,6]okt-7-en není popsán jako samotná sloučenina, znám je pouze v podobě 4-karbomethoxylovaného derivátu.[11]
Tetracyklo[4,2,0,02,4,03,5]okt-7-en lze připravit z benzvalenu; izomerizuje se na cyklooktatetraen.[12]
Pentacyklo[5.1.0.02,4.03,5.06,8]oktan (oktabisvalen) je třetím nasyceným valenčním izomerem. (Z)-3,7-fenylsulfonylový derivát je za teplot do 200 °C stálý.[13]
Tricyklo[5.1.0.02,8]okta-3,5-dien (oktavalen) byl vytvořen z homobenzvalenu a při 50 °C se mění na cyklooktatetraen.[14][15]

## Benzenoxid a oxepin

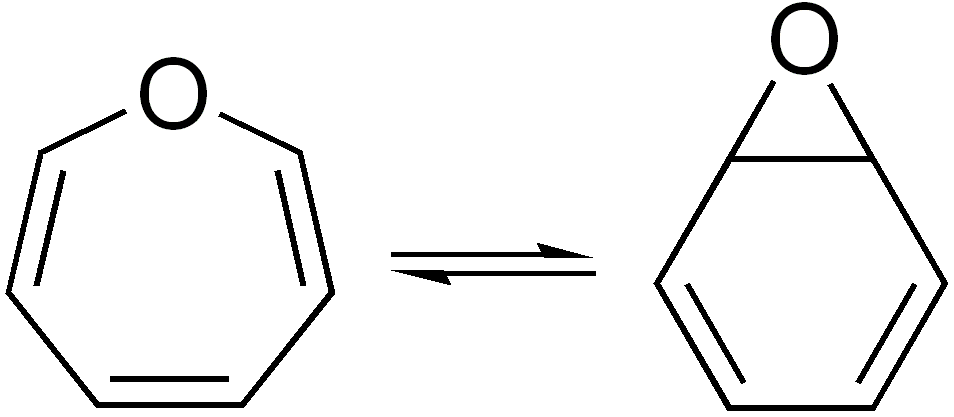
Benzenoxid se vyskytuje v rovnováze se svým valenčním izomerem oxepinem.

## Naftalen a azulen
Dvojicí valenčních izomerů s velmi odlišným vzhledem jsou bezbarvý naftalen a výrazně modrý azulen.

Valenční izomery naftalenu
Naftalen
Azulen